# Никино
Никино — деревня в Соликамском районе Пермского края. Входит в состав Касибского сельского поселения.

## Географическое положение
Расположена примерно в 5,5 км к северо-западу от центра поселения, села Касиб, к северо-западу от районного центра, города Соликамск.

## Население
| 2010 |
| ---- |
| 23   |

## Улицы[2]
- Глинки ул.
- Никинская ул.
- Центральная ул.

## Топографические карты
- Лист карты O-40-5 Керчевский. Масштаб: 1 : 100 000. Состояние местности на 1981 год. Издание 1988 г.